# Трубенок, Александр Леонидович
Александр Леонидович Трубенок — гвардии рядовой Вооружённых Сил Российской Федерации, участник антитеррористических операций в период Второй чеченской войны, погиб при исполнении служебных обязанностей во время боя 6-й роты 104-го гвардейского воздушно-десантного полка у высоты 776 в Шатойском районе Чечни.

## Биография
Александр Леонидович Трубенок родился 21 августа 1972 года в селе Плоцкое Стародубского района Брянской области. Окончил восьмилетнюю школу. после чего поступил в Новозыбковский сельскохозяйственный техникум. Освоив специальность механизатора, Трубенок стал работать в колхозе «Авангард». Проходил срочную службу в рядах Вооружённых Сил Российской Федерации, в частях воздушно-десантных войск. Демобилизовавшись, жил и работал в городе Гдове Псковской области. 27 января 2000 года Трубенок добровольно поступил на контрактную службу в воздушно-десантные войска и был направлен для дальнейшего прохождения службы в 6-ю роту 104-го гвардейского воздушно-десантного полка.
С началом Второй чеченской войны в составе своего подразделения гвардии рядовой Александр Трубенок был направлен в Чеченскую Республику. Принимал активное участие в боевых операциях. Так, 9 февраля 2000 года в районе села Ведено Трубенок лично подавил вражеский пулемёт, а 18 февраля 2000 года уничтожил миномётный расчёт. С конца февраля 2000 года его рота дислоцировалась в районе населённого пункта Улус-Керт Шатойского района Чечни, на высоте под кодовым обозначение 776, расположенной около Аргунского ущелья. 29 февраля — 1 марта 2000 года десантники приняли здесь бой против многократно превосходящих сил сепаратистов — против всего 90 военнослужащих федеральных войск, по разным оценкам, действовало от 700 до 2500 боевиков, прорывавшихся из окружения после битвы за райцентр — город Шатой. Вместе со всеми своими товарищами он отражал ожесточённые атаки боевиков Хаттаба и Шамиля Басаева, не дав им прорвать занимаемые ротой рубежи. В разгар боя гвардии рядовой Александр Леонидович Трубенок получил ранение, но остался в строю и продолжал стрелять, пока не был убит. Погибли также ещё 83 его сослуживца.
Похоронен на кладбище села Плоцкое Стародубского района Брянской области.
Указом Президента Российской Федерации гвардии рядовой Александр Леонидович Трубенок посмертно был удостоен ордена Мужества.

## Память
- В честь Трубенка названа улица в его родном селе.
- Мемориальная доска в память о нём установлена на здании школы, которую Трубенок оканчивал[4].
- Имя Трубенка увековечено на памятнике воинам-интернационалистам в городе Стародубе Брянской области.
- Бюст Трубенка установлен в Брянске[5].